# Tormenta solar de 1859

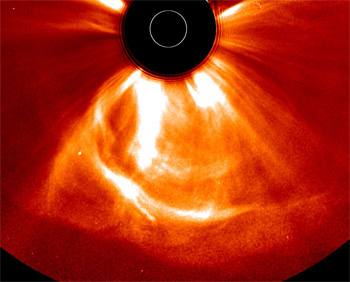
La tormenta solar de julio de 2012, fotografiada por STEREO, fue una eyección de masa coronal de fuerza comparable a la que se cree que golpeó la Tierra durante el Evento Carrington de 1859.

La tormenta solar de 1859 –conocida también como evento Carrington debido a que el astrónomo inglés Richard Carrington fue el primero en observarla– se considera la tormenta solar más potente registrada en la historia. Tuvo registros en el polo sur, polo norte, América Central y Europa.

## Repercusión sobre el planeta Tierra

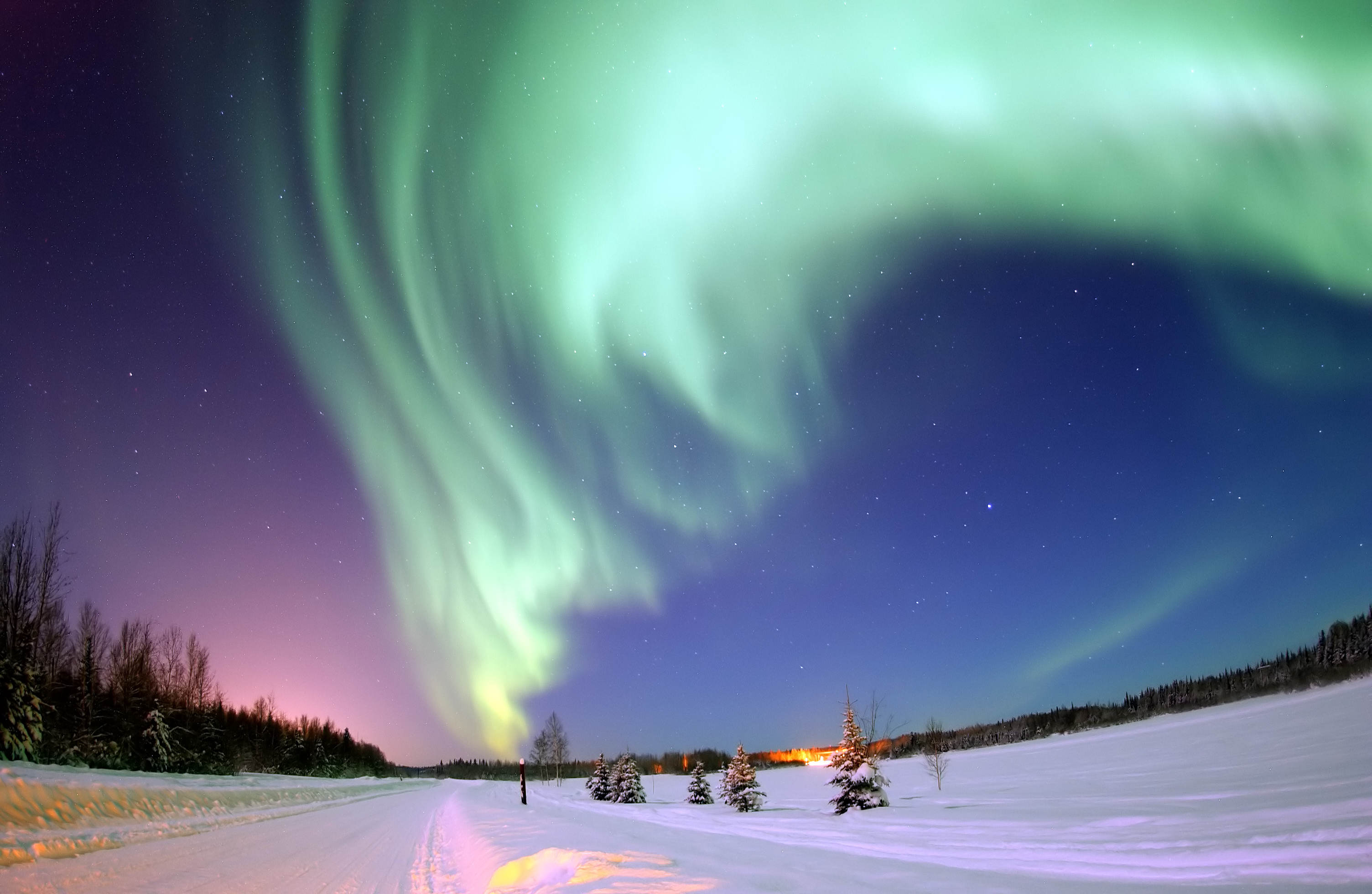
Auroras en la atmósfera terrestre.

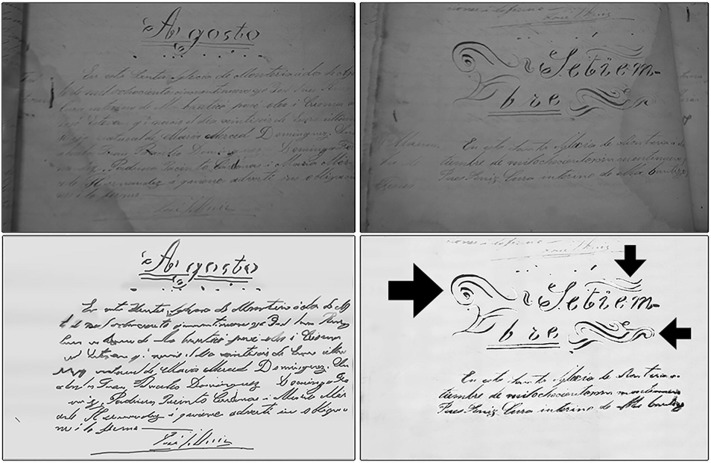
Registro histórico del avistamiento en Colombia.

En el año 1859 se produjo una gran eyección de masa coronal o llamarada solar. A partir del 28 de agosto, se observaron auroras que llegaban hasta el norte de Colombia. El pico de intensidad fue el 1 y 2 de septiembre, y provocó el fallo de los sistemas de telégrafo en toda Europa y América del Norte. Los primeros indicios de este incidente se detectaron a partir del 28 de agosto de 1859 cuando por toda Norteamérica se vieron auroras boreales. Se vieron intensas cortinas de luz, desde Maine hasta Florida. Incluso en Cuba los capitanes de barco registraron en los cuadernos de bitácora la aparición de luces cobrizas cerca del cenit. En aquella época los cables del telégrafo, invento que había empezado a funcionar en 1843 en los Estados Unidos, sufrieron cortes y cortocircuitos que provocaron numerosos incendios, tanto en Europa como en Norteamérica. Se observaron auroras en zonas de latitud media, como en Madrid o Roma, a 40 y 41 grados en el hemisferio norte, o en Santiago de Chile y Concepción, a 33 y 36 grados en el hemisferio sur, e incluso en zonas de baja latitud, como La Habana, las islas Hawái, la ciudad  de Montería (latitud 8°45′N) en Colombia, y reportes en Costa Rica, entre otras.
Según el Diario de Menorca:

Anteayer a hora avanzada de la noche vio una persona fidedigna dos auroras boreales, que si bien eran más diminutas que la que vimos años atrás no dejaron de causar un efecto maravilloso
J. Hospitaler, Diario de Menorca - Año 2 Número 237 (04/09/1859)

Fue la interacción más violenta que nunca se ha registrado entre la actividad solar y la Tierra. La acción del viento solar sobre la Tierra el año 1859 fue, con diferencia, la más intensa de la que se tiene constancia. El día 28 de agosto aparecieron numerosas manchas solares, y entre los días 28 de agosto y 2 de septiembre se declararon numerosas áreas con llamaradas. 
El 1 de septiembre el Sol emitió una inmensa llamarada. Solo diecisiete horas y cuarenta minutos después, la eyección llegó a la Tierra con partículas de carga magnética muy intensas. El campo magnético terrestre se deformó completamente y esto permitió la entrada de partículas solares hasta la alta atmósfera, donde provocaron extensas auroras boreales e interrupciones en las redes de telégrafo[cita requerida], que entonces estaba todavía muy poco desarrollado.

## Registros de Carrington

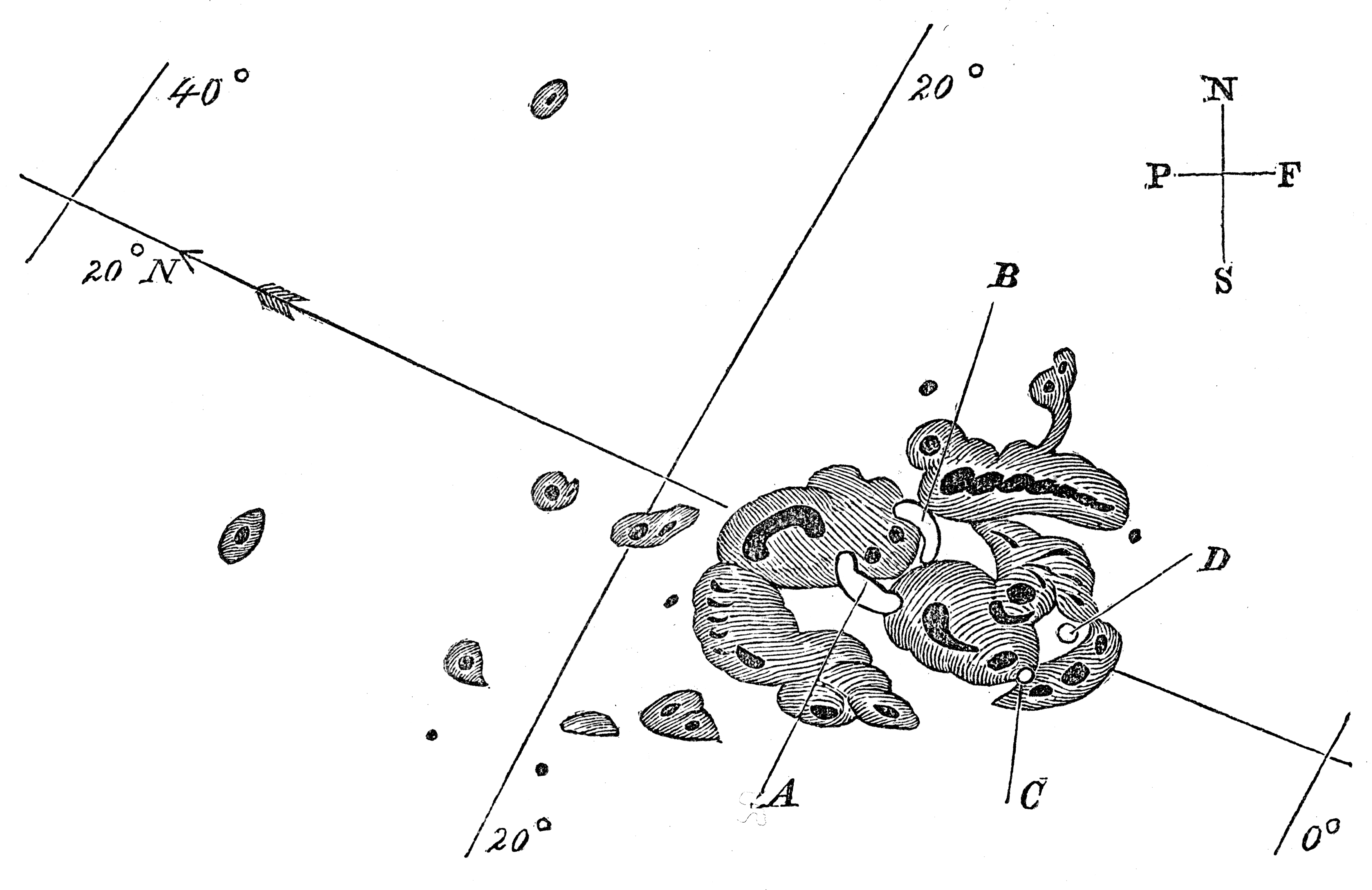
Manchas solares del 1 de septiembre de 1859, esbozado por R.C. Carrington. A y B marcan las posiciones iniciales de un episodio intensamente brillante, que se movió en el transcurso de cinco minutos a C y D antes de desaparecer.

A veces, se habla de la llamarada de Carrington debido a que este científico hacía unos bocetos de un grupo de manchas solares el jueves primero de septiembre debido a la dimensión de las regiones oscuras, cuando, a las 11:18, se dio cuenta de un intenso estallido de luz blanca que parecía salir de dos puntos del grupo de manchas. Quiso compartir el espectáculo con alguien pero no había nadie más en el observatorio. Diecisiete horas más tarde una segunda oleada de auroras boreales convirtió la noche en día en toda Norteamérica hasta Colombia. Algunos ejemplos ilustran la magnitud de este hecho: se podía leer el periódico bajo la luz entre roja y verdosa de las auroras, mientras que los mineros buscadores de oro de las Montañas Rocosas se levantaron y desayunaron de madrugada, creyendo que el Sol salía detrás de una cortina de nubes. A la sazón había muy pocos aparatos eléctricos, pero los pocos que había dejaron de funcionar; por ejemplo, los sistemas telegráficos dejaron de funcionar en Europa y Norteamérica.
Si la tormenta de Carrington no tuvo consecuencias brutales fue debido a que nuestra civilización tecnológica todavía estaba en sus inicios; si se diese hoy, los satélites artificiales dejarían de funcionar, las comunicaciones de radio se interrumpirían y los apagones eléctricos tendrían proporciones continentales y los servicios quedarían interrumpidos durante semanas. Según los registros obtenidos de las muestras de hielo, una llamarada solar de esta magnitud no se ha producido en los últimos 500 años, aunque se producen tormentas solares relativamente fuertes cada cincuenta años, la penúltima el 13 de noviembre de 1960 y la última el 23 de julio de 2012 (hace 12 años).

## Ciclo de actividad solar
La aparición de manchas solares, la actividad magnética y otros datos relacionados con estos fenómenos siguen un ciclo que dura once años. En el último ciclo 2008-2019 han explotado en la superficie del Sol unas 13 000 nubes de plasma y unas 21 000 llamaradas solares.
Se podría decir que las tormentas solares son similares a las tormentas terrestres a una escala superior, aunque, en el caso de las solares, los gases del viento solar van acompañados de campos magnéticos que les dan forma y proporcionan energía. Como se da en el caso de las tormentas eléctricas, son explosiones de partículas de altas energías e intensos rayos X debido de los cambios del campo magnético.[cita requerida]
En el proceso de fusión nuclear, que origina la energía del Sol, hay una pérdida de masa del 0,7 %, que se convierte en energía tal y como expresa la conocida fórmula de Einstein:
{\displaystyle E=mc^{2}}
Cuando un gramo de hidrógeno se transforma por fusión nuclear en 0,993 gramos de helio, se liberan 50 000 kWh de energía.[cita requerida] Esta energía se transmite primero por radiación dentro de una capa esférica —zona radiante— de 500 000 km de grueso y después se transmite por convección a través de otra capa esférica de 200 000 km—zona convectiva. Esta capa de convección es como un líquido en ebullición: por esto el Sol presenta con fuerte ampliación óptica una superficie granulada correspondiente a la cumbre de las células convectivas. La estructura granulada cambia de forma rápidamente (como cambia la superficie del agua hirviendo) y una unidad de la granulación se ve aparecer y desaparecer en diez o quince minutos. Con estas dos clases de transporte, la energía producida al núcleo solar ya puede escapar del Sol y radiar en todas direcciones.
La mayoría de estas tormentas producen auroras boreales en las regiones árticas y auroras australes en las regiones antárticas, que comparadas con los fenómenos meteorológicos parecerían un pequeño aguacero, pero a veces, el Sol es capaz de crear un auténtico vendaval.[cita requerida]
Nadie vivo hoy ha experimentado una tormenta de estas proporciones, pero Kenneth G. McCracken de la universidad de Maryland descubrió en los núcleos de muestras de hielo de la Antártida y Groenlandia aumentos bruscos de nitratos, que ya se conocía que correspondían a intensas ráfagas de viento solar. La anomalía de nitratos de 1859 es la mayor en 500 años y equivale a la suma de episodios más importantes en los últimos 40 años.

## Causas

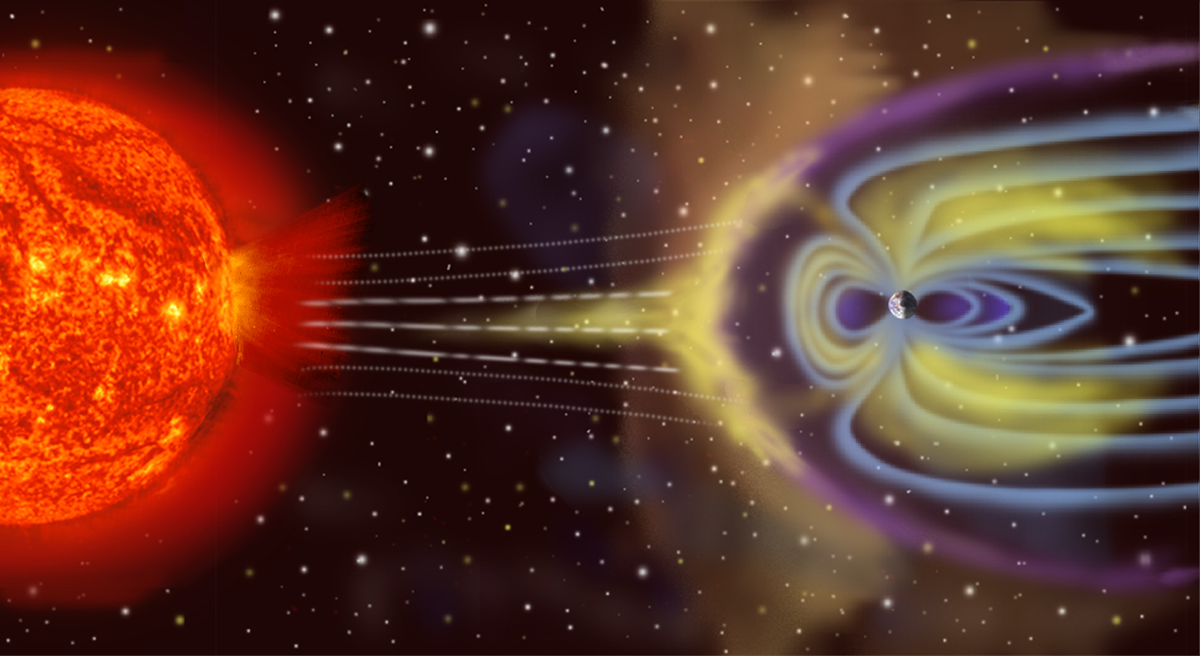
La interacción del viento solar con la magnetósfera de la Tierra.

La gran tormenta de 1859 fue precedida de la aparición, en el Sol, de un grupo numeroso de manchas solares cercanas al ecuador solar, casi en el momento de máxima actividad del ciclo solar, de una magnitud tan grande que se podían ver a simple vista, con una protección adecuada. En el momento de la eyección de masa coronal el grupo de manchas estaba frente a la Tierra, aunque no parece que sea necesaria tanta puntería: cuando la materia coronal llega a la órbita terrestre abarca una extensión de 50 millones de kilómetros, miles de veces la dimensión de la Tierra.
La intensa llamarada de 1859 liberó dos eyecciones de materia coronal: la primera tardó entre 40 y 60 horas en llegar a la Tierra (tiempo habitual) mientras la segunda, liberada por el Sol antes de que se llenase el vacío dejado por la primera, solamente tardó unas 17 horas en llegar a la Tierra. La primera eyección iba acompañada de un intenso campo magnético helicoidal, según los datos de los magnetómetros de la época. Esta primera etapa quedó registrada en los magnetómetros de superficie como un inicio brusco de actividad, pero no tuvo otros efectos. Al principio apuntaba al norte, pero después de 15 h en lugar de reforzar el campo terrestre se oponía al campo mencionado. Esta oposición liberó gran cantidad de energía, que comenzó a interrumpir las comunicaciones telegráficas[cita requerida] y formar auroras boreales, hasta pasados uno o dos días, en que, una vez que el plasma pasó más allá de la Tierra, dejó que el campo magnético de la Tierra volviese a la normalidad.
La llamarada de Carrington del primero de septiembre debió tener temperaturas de 50 megakelvin, por lo que es probable que no solo emitiera radiación visible, sino también radiación gamma y rayos X. No hay noticia de la observación de una llamarada solar más brillante. La radiación solar solo tarda unos ocho minutos y medio en llegar a la Tierra y si hubiera habido aparatos de radio y de onda corta en ese tiempo deberían de haber quedado inutilizados.[cita requerida] La energía de los rayos X calentaron la atmósfera alta de la Tierra, lo que produjo su expansión entre decenas y cientos de kilómetros.
Como ya se ha mencionado se produjo una segunda ráfaga de viento solar. En el momento del impacto con la Tierra de esta segunda llamarada el campo magnético del plasma apuntaba hacia el sur, con lo que el caos geomagnético no tardó en manifestarse: la magnetosfera terrestre que suele estar a unos 60 000 km de la Tierra fue comprimido hasta llegar a unos 7000, hasta alcanzar, quizá, la estratosfera. Cuando el cinturón de radiación de Van Allen desapareció temporalmente gran cantidad de protones y electrones se descargaron hacia la atmósfera, lo que podría haber sido la causa de las auroras boreales observadas.
La llamarada solar y la fuerte eyección de materia coronal aceleraron los protones hasta energías de 30 millones de electronvoltios, si no aun mayores, lo que hizo que estas partículas entrasen, en el ártico, hasta unos 50 kilómetros de la superficie terrestre y que estas partículas depositasen una cantidad extra de energía en la ionosfera que, según Brian C. Thomas de la Universidad de Washington desencadenó una reducción del ozono estratosférico de un 5 %, y que tardó unos cuatro años para recuperar lo que se había perdido. Una gran «lluvia» de neutrones pudo abarcar la superficie de la Tierra, pero, debido a que en aquel tiempo no había detectores, no se pudo registrar, y parece que no tuvo consecuencias para la salud.
Mientras las auroras se extendían desde las latitudes altas, que les son propias, hasta otras más bajas, las corrientes eléctricas de la ionosfera y de las mismas auroras indujeron corrientes intensas a través de los continentes, las que entraron en los circuitos de telégrafo, llegaron a quemar algunas estaciones y produjeron electrocuciones.[cita requerida]

## Efectos posibles de un suceso similar en la actualidad
Una tormenta solar de esta magnitud tendría graves consecuencias para la civilización actual.[cita requerida] Los rayos cósmicos erosionan los paneles solares de los satélites artificiales y reducen su capacidad para generar electricidad. Muchos satélites de comunicaciones, por ejemplo la ANIK E1 y la E2 en 1994 y Telstar 401 de 1997, han resultado dañados por este motivo. Un caso un poco diferente se debe a la expansión de la atmósfera por los rayos X que produjo daños al Asko japonés el 14 de julio de 2000.
Los satélites artificiales han sido diseñados específicamente para evitar las calamidades del clima espacial, pero las redes eléctricas son incluso más frágiles. Los grandes transformadores están conectados a tierra y, por tanto, pueden ser susceptibles de ser dañados por las corrientes continuas inducidas por las perturbaciones geomagnéticas y aunque los transformadores evitasen la destrucción de los núcleos magnéticos se podrían cargar durante la mitad del ciclo de corriente alterna, lo que distorsionaría la forma de las ondas de 50 o 60 hercios.[cita requerida]
Para 1859 apenas se habían cumplido quince años de la invención del telégrafo, la infraestructura eléctrica estaba realmente en su infancia en los países desarrollados y prácticamente no existía en el resto del mundo. La tormenta solar de 1994 causó errores en dos satélites de comunicaciones, afectando a los periódicos, las redes de televisión y el servicio de radio en Canadá. Otras tormentas han afectado sistemas desde servicios móviles y señales de TV hasta sistemas GPS y redes de electricidad.[cita requerida] En marzo de 1989, una tormenta solar mucho menos intensa que la de 1859 provocó que la planta hidroeléctrica de Quebec (Canadá) se detuviera durante más de nueve horas; los daños y la pérdida de ingresos resultante se estiman en cientos de millones de dólares.[cita requerida]
Según la universidad George Washington[cita requerida]:
La meteorología espacial, que es el resultado de los rayos X y de partículas de alta energía del Sol que interactúan de manera compleja con la Tierra, atmósfera y campo magnético, a menudo afectan a los modernos sistemas tecnológicos negativamente (por ejemplo, satélites, la red eléctrica, la radio), causando pérdidas económicas y sociales en las latitudes altas de la Tierra, como el norte de Estados Unidos, Canadá, Escandinavia y Rusia, que están en particular riesgo porque los campos magnéticos convergen en estas regiones.